# Goryphus vulpio
Goryphus vulpio là một loài tò vò trong họ Ichneumonidae.